# Davi Rossetto
Davi Rossetto de Oliveira Athayde (San Paolo, 27 luglio 1992) è un cestista brasiliano.

## Carriera
Con il Brasile ha disputato i Campionati americani del 2017.